# Kenosha megye
Kenosha megye az Amerikai Egyesült Államokban, azon belül Wisconsin államban található. Megyeszékhelye és legnagyobb városa Kenosha. Lakosainak száma 169 151 fő (2020. április 1.). Kenosha megye Allegan, Walworth, Lake, Racine és McHenry megyékkel határos.

## Népesség
A megye népességének változása:
| Lakosok száma | 166 622 | 166 930 | 167 561 | 167 757 | 168 437 | 169 151 |
|               | 2010    | 2011    | 2012    | 2013    | 2015    | 2020    |